# Фишер, Элси
Элси Фишер (англ. Elsie Fisher; род. 3 апреля 2003 года, Риверсайд) — американская актриса. Наибольшую известность ей принесло озвучивание Агнес в мультфильмах «Гадкий я» и «Гадкий я 2» и роль Джой Уилкс в сериале «Касл Рок».

## Биография
Элси Фишер родилась 3 апреля 2003 года в Риверсайде, штат Калифорния, США.
Дебютировала в киноиндустрии в 2009 году, озвучив Машу в английской версии мультсериала «Маша и Медведь». С 2010 по 2013 год участвовала в озвучивании мультвселенной «Гадкий я». Также снималась в фильмах «Дрянная девчонка», «Двойная игра», «Тренер» и других.
В 2018 году сыграла главную роль в фильме «Восьмой класс».

## Фильмография
| Год       |     | Русское название                | Оригинальное название           | Роль           |
| --------- | --- | ------------------------------- | ------------------------------- | -------------- |
| 2009—2012 | мс  | Маша и Медведь                  | русский оригинал                | Маша           |
| 2009      | с   | Медиум                          | Medium                          | юная Бриджитт  |
| 2010      | мф  | Гадкий я                        | Despicable Me                   | Агнес          |
| 2010      | ф   | Дрянная девчонка                | Dirty Girl                      | Тиффани        |
| 2010      | мф  | Преображение дома               | Home Makeover                   | Агнес          |
| 2010      | мф  | Гадкий я: Миньоны               | Despicable Me: Minion Madness   | Агнес          |
| 2011      | с   | Майк и Молли                    | Mike & Molly                    | принцесса-фея  |
| 2012      | мф  | Гадкий я: Переполох миньонов 3D | Despicable Me: Minion Mayhem 3D | Агнес          |
| 2012      | кор | Питер в конце                   | Peter at the End                | Элси           |
| 2012      | кор | Любовь без конца                | Love Without End                | девочка        |
| 2013      | ф   | Вертикаль                       | Vertical                        | Эшли Стюарт    |
| 2013      | с   | Воспитывая Хоуп                 | Raising Hope                    | Сьюзи          |
| 2013      | мф  | Гадкий я 2                      | Despicable Me 2                 | Агнес          |
| 2013      | кор | Мой друг робот                  | My Friend Robot                 | Чарли          |
| 2013      | ф   | Плохое поведение                | Bad Behavior                    | Грейс          |
| 2013      | кор | Путешественники                 | Travelers                       | Либби          |
| 2013      | мс  | София Прекрасная                | Sofia the First                 | дочь дровосека |
| 2013      | мф  | Обучение вождению               | Training Wheels                 | Агнес          |
| 2014      | ф   | Двойная игра                    | Gutshot Straight                | Стефани        |
| 2015      | ф   | Тренер                          | McFarland, USA                  | Джейми Уайт    |
| 2016      | ф   | Массовое убийство в Виллиске    | The Axe Murders of Villisca     | Ина            |
| 2017      | ф   | Весы: Русалки реальны           | Scales: Mermaids Are Real       | Хейден         |
| 2018      | ф   | Восьмой класс                   | Eighth Grade                    | Кайла          |
| 2019      | мф  | Семейка Аддамс                  | The Addams Family               | Паркер Нидлер  |
| 2019      | с   | Касл-Рок                        | Castle Rock                     | Джой Уилкс     |

## Награды и номинации
| Год  | Награда                                 | Категория                                                            | Работа        | Результат |
| ---- | --------------------------------------- | -------------------------------------------------------------------- | ------------- | --------- |
| 2011 | Alliance of Women Film Journalists      | Лучший женский анимационный персонаж                                 | Гадкий я      | Номинация |
| 2014 | BTVA People’s Choice Voice Acting Award | Best Female Vocal Performance in a Feature Film in a Supporting Role | Гадкий я 2    | Победа    |
| 2014 | BTVA Feature Film Voice Acting Award    | Best Female Vocal Performance in a Feature Film in a Supporting Role | Гадкий я 2    | Номинация |
| 2014 | BTVA Feature Film Voice Acting Award    | Best Vocal Ensemble in a Feature Film                                | Гадкий я 2    | Номинация |
| 2018 | Seattle International Film Festival     | Лучшая актриса                                                       | Восьмой класс | Победа    |